# Piper rupigaudens
Piper rupigaudens är en pepparväxtart som beskrevs av C. Dc.. Piper rupigaudens ingår i släktet Piper och familjen pepparväxter. Inga underarter finns listade i Catalogue of Life.